# Scherma ai Giochi della XIX Olimpiade
La scherma alle Olimpiadi estive del 1968 fu rappresentata da otto eventi.

## Eventi
| Arma     | Uomini      | Uomini    | Donne       | Donne     | Totale |
| Arma     | Individuale | A squadre | Individuale | A squadre | Totale |
| -------- | ----------- | --------- | ----------- | --------- | ------ |
| Spada    | ■           | ■         | N/D         | N/D       | 2      |
| Fioretto | ■           | ■         | ■           | ■         | 4      |
| Sciabola | ■           | ■         | N/D         | N/D       | 2      |
| Totale   | 3           | 3         | 1           | 1         | 8      |

## Podi

### Uomini
| Evento                          | Oro                                                                                             | Argento                                                                                                 | Bronzo                                                                                          |
| Spada                           |                                                                                                 | |                                                                                                 |
| Spada individuale (dettagli)    | Győző Kulcsár                                                                                   | Grigorij Kriss                                                                                          | Gianluigi Saccaro                                                                               |
| Spada a squadre (dettagli)      | Ungheria Zoltán Nemere Győző Kulcsár Pál Nagy Csaba Fenyvesi Pál Schmitt                        | Unione Sovietica Grigorij Kriss Viktor Modzalevskij Josif Vitebs'kyj Aleksej Nikančikov Jurij Smoljakov | Polonia Bohdan Andrzejewski Michał Butkiewicz Bogdan Gonsior Henryk Nielaba Kazimierz Barburski |
| Fioretto                        |                                                                                                 | |                                                                                                 |
| Fioretto individuale (dettagli) | Ion Drîmbă                                                                                      | Jenő Kamuti                                                                                             | Daniel Revenu                                                                                   |
| Fioretto a squadre (dettagli)   | Francia Jean-Claude Magnan Daniel Revenu Christian Noël Gilles Berolatti Jacques Dimont         | Unione Sovietica Jurij Sisikin Viktor Putjatin German Svešnikov Jurij Šarov Vasyl' Stankovyč            | Polonia Zbigniew Skrudlik Witold Woyda Egon Franke Ryszard Parulski Adam Lisewski               |
| Sciabola                        |                                                                                                 | |                                                                                                 |
| Sciabola individuale (dettagli) | Jerzy Pawłowski                                                                                 | Mark Rakita                                                                                             | Tibor Pézsa                                                                                     |
| Sciabola a squadre (dettagli)   | Unione Sovietica Umjar Mavlichanov Mark Rakita Viktor Sidjak Vladimir Nazlymov Ėduard Vinokurov | Italia Wladimiro Calarese Rolando Rigoli Pierluigi Chicca Michele Maffei Cesare Salvadori               | Ungheria Tibor Pézsa Miklós Meszéna János Kalmár Péter Bakonyi Tamás Kovács                     |

### Donne
| Evento                          | Oro | Argento | Bronzo |
| Spada                           | | | |
| Fioretto individuale (dettagli) | Elena Novikova-Belova | Pilar Roldán                                                                                                  | Ildikó Rejtő-Ujlaki-Sági                                                                                      |
| Fioretto a squadre (dettagli)   | Unione Sovietica Elena Novikova-Belova Galina Gorochova Aleksandra Zabelina Tat'jana Petrenko-Samusenko Svetlana Čirkova | Ungheria Ildikó Rejtő-Ujlaki-Sági Ildikó Farkasinszky-Bóbis Paula Marosi Lídia Dömölky-Sákovics Mária Gulácsy | Romania Ecaterina Iencic-Stahl Ileana Gyulai-Drîmbă-Jenei Olga Orban-Szabo Ana Derșidan-Ene-Pascu Maria Vicol |

## Medagliere
| Posizione | Paese            |   |   |   | Totale |
| --------- | ---------------- | - | - | - | ------ |
| 1         | Unione Sovietica | 3 | 4 | 0 | 7      |
| 2         | Ungheria         | 2 | 2 | 3 | 7      |
| 3         | Polonia          | 1 | 0 | 2 | 3      |
| 3         | Francia          | 1 | 0 | 1 | 2      |
| 5         | Romania          | 1 | 0 | 1 | 2      |
| 6         | Italia           | 0 | 1 | 1 | 2      |
| 7         | Messico          | 0 | 1 | 0 | 1      |
| Totale    | Totale           | 8 | 8 | 8 | 24     |